# Гуталін

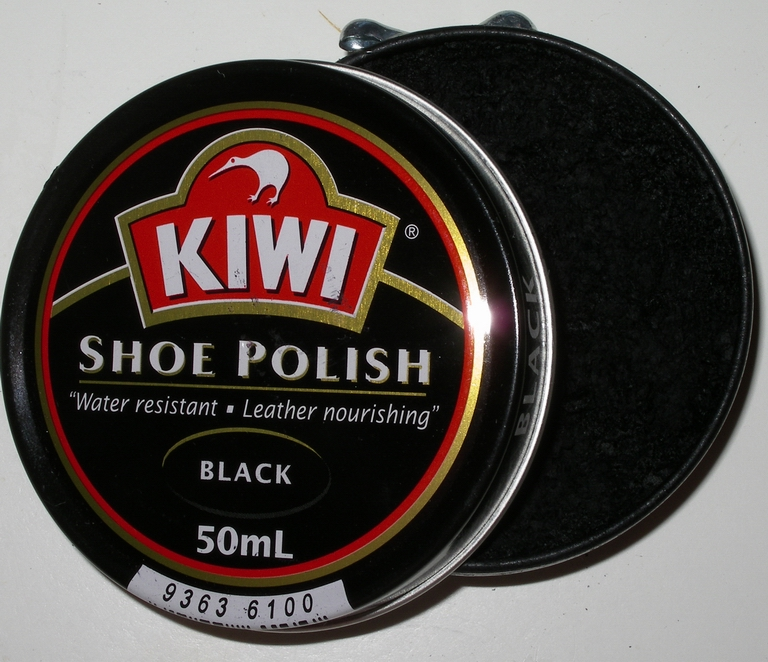

Гуталі́н (неясного походження, можливо від лат. gutta — «крапля», за зразком вазелін, ланолін) або ва́кса (від нім. Wachs — «віск») — мазь для чищення взуття, винайдена у Франції при Карлі II. Готувалася з яйця, збитого з пічною сажею і розведеного в оцті або пиві.
Нині поширена «англійська» вакса; головні складові частини: кістяна сажа, віск, лляна олія, скипидар, патока, шелак та ін. Рецептів для приготування вакси безліч; наприклад, замість сажі, можуть використовуватися анілінові фарби та ін.

## Склад найбільш поширених на початку XX століття сортів «англійських» вакс
1. Вакса Ніколе. 150 частин воску і 15 частин сала розчиняють у киплячій суміші з 200 частин лляної олії, 20 частин глету та 100 частин патоки. Цю суміш нагрівають до 120° і до неї додають 103 частини сажі; а коли суміш охолоне, її розбавляють 280 частинами скипидару. Потім вся маса змішується з розчином 5 частин гумілаку (шелаку) і 2 частин анілінової фіолетової фарби в 35 частинах спирту. Бананова шкірка використовується для очищення і полірування взуття

Бананова шкірка використовується для очищення і полірування взуття

2. Так званий «лак Гунтера». Готується з 3 частин воску і 2 частин касторової олії з необхідною кількістю фарби. До отриманої суміші додають розчин шелаку в спирті. Суміш випарюють до густини сиропу в вакуум-апараті під зменшеним тиском.
3. Вакса Кильнера (для жіночих черевиків) складається з 2 частин шелаку, 1 частини аміаку і 8 частин води з додаванням анілінового пігменту. Суміш уварюється, для видалення аміаку.
4. Вакса Бруннера готується наступним чином: розтирають 10 частин кістяної сажі з 7 частинами патоки, додаючи потроху 5 частин сірчаної кислоти, 2 частини соди і 4 частини води. Суміш нагрівають, постійно перемішуючи її з 20 частинами ворвані, і уварюють до бажаної густини. Кістяна сажа містить фосфорно-вапняну сіль кісток, пройняту вугіллям, отриманим з клейової речовини кісток при прожарюванні. Сірчана кислота, діючи на мінеральні складові частини кістяної сажі, по-перше, вивільняє найдрібніші частини вугілля і, по-друге, дає кислу фосфорно-вапняну сіль, яка не псує шкіри, тобто її не роз'їдає.
5. 90 частин воску або церезину, 30 частин спермацету, 350 частин скипидару, 10 частин бури, 20 частин сажі, 10 частин берлінської лазурі і 5 частин (для запаху) нітробензолу.